# ريك جيانكولا
ريك جيانكولا (بالإنجليزية: Rick Giancola)‏ هو مدير فني أمريكي، ولد في 17 سبتمبر 1946.